# Relações entre Brasil e Costa Rica
As relações entre Brasil e Costa Rica se referem à relação bilateral entre o Brasil e a Costa Rica. Essas relações tiveram início em 1907, quando os primeiros diplomatas brasileiros foram oficialmente credenciados pelo governo costa-riquenho. A Costa Rica tem embaixada em Brasília e o Brasil tem embaixada em San José. A Costa Rica também tem consulados em Curitiba, Florianópolis, Rio de Janeiro e São Paulo. Ambos os países são membros da Organização dos Estados Americanos.

## História
Em 1953, o governo da Costa Rica elevou sua Legação no Rio de Janeiro a categoria de Embaixada com Luis Dobles Sánchez como primeiro embaixador, que apresentou suas credenciais em 10 de fevereiro de 1953. Pouco depois, o governo brasileiro fez o mesmo nomeando para embaixador Afranio de Mello Franco.
Sob a administração de Francisco Orlich, a Costa Rica reconheceu o governo militar, que derrotou Joao Goulart em 1964. O chanceler costa-riquenho Daniel Oduber argumentou que, ainda que fosse um golpe de Estado, a escolha de um novo presidente foi constitucional.

## Visitas de Estado
Desde o estabelecimento dos laços diplomáticos, quatro presidentes da Costa Rica já visitaram o Brasil(José Figueres em 1974, José María Figueres em 1997, Miguel Ángel Rodríguez em 1999 e Óscar Arias em 2008) e dois presidentes brasileiros visitaram a Costa Rica(Fernando Henrique Cardoso em 2000 e Luiz Inácio Lula da Silva em 2009.